# Ricerca e produzione di idrocarburi in Italia

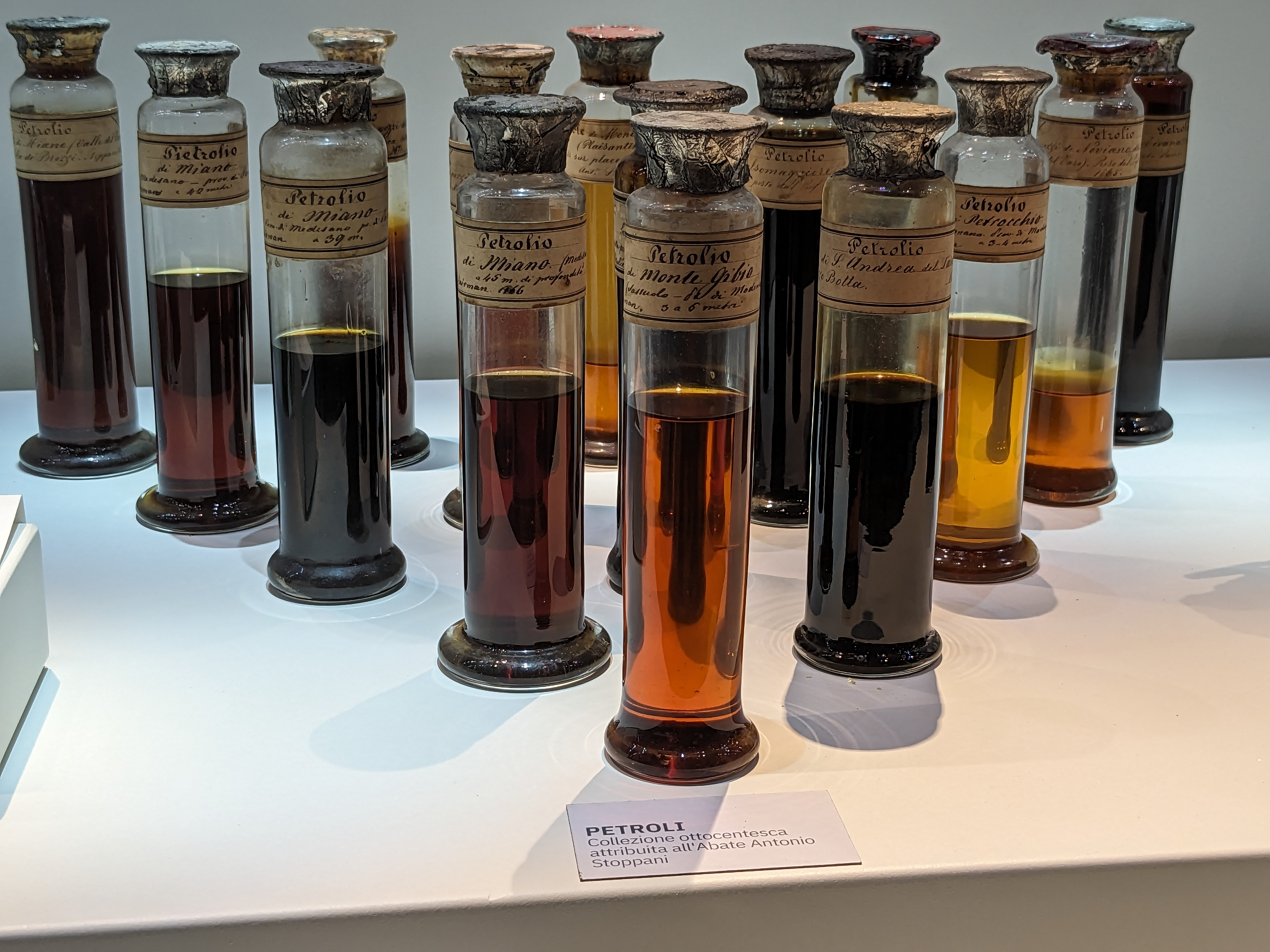
Campioni di petroli italiani raccolti nel secolo XIX da Antonio Stoppani. Esposti nelle sale del Museo civico di storia naturale di Milano

La ricerca e produzione di idrocarburi in Italia con tecniche industriali è iniziata nella seconda metà del XIX secolo, e si è sviluppata in modo notevole a partire dal secondo dopoguerra, a seguito del ritrovamento di significativi quantitativi di gas naturale, soprattutto in Basilicata e Calabria.
Paragonata ai principali paesi produttori possiede non solo modesti ma anche grandi giacimenti di petrolio e gas naturale, tra cui quelli nella val d'Agri in Basilicata, il più grande dell'Europa continentale, e nell'area di Crotone in Calabria (Il Campo Luna-Hera Lacinia), posizionandosi al quarto posto fra i paesi europei produttori di petrolio e 49º come produttore mondiale di petrolio per quantità (0,1% sul totale della produzione mondiale).
Le stime della quantità di petrolio nel sottosuolo italiano, a fine 2011, fanno ammontare a 82,1 milioni di tonnellate le riserve certe (equivalenti a 599 milioni di barili), a 100,8 milioni di tonnellate le riserve probabili, a 55.3 milioni di tonnellate le riserve possibili; per quanto riguarda metano e gas naturale, sono stimate in 59,4 miliardi di smc le riserve certe, in 63,4 miliardi di smc le riserve probabili, in 21,7 miliardi di smc di riserve possibili.
Al 31 dicembre 2012 sono vigenti 115 permessi di ricerca concessi dalla Direzione generale per le risorse minerarie ed energetiche del Ministero dello sviluppo economico (94 in terraferma e 21 in mare) e 200 concessioni di coltivazione (134 in terraferma e 66 in mare) che si concentrano in Emilia-Romagna, Lombardia e Basilicata. In mare, l'attività è sviluppata soprattutto nel mar Adriatico, nello Ionio, e nel Canale di Sicilia. Sono inoltre attivi 10 campi di stoccaggio di gas naturale (tutti ubicati in terraferma su giacimenti naturali già svuotati del loro contenuto originario di gas a seguito del pregresso sfruttamento) a fronte di 15 concessioni di stoccaggio di gas. Il gettito delle royalties per l'anno 2012 è stato di 333.582.602,81 euro.

## Storia della ricerca e produzione degli idrocarburi

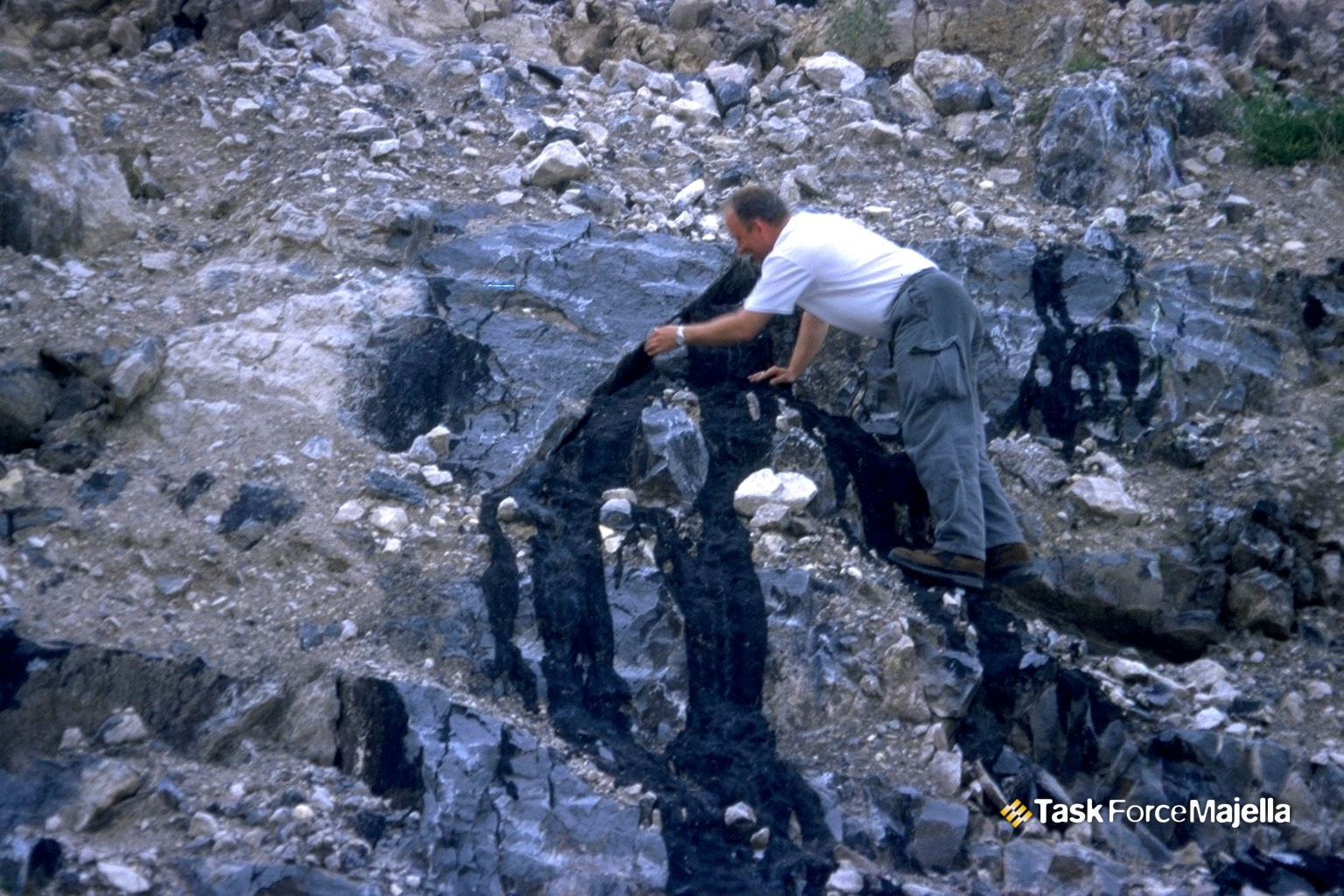
Affioramento naturale di bitume in biocalcareniti in una cava abruzzese vicino a Lettomanoppello nell'area della Majella

I numerosi affioramenti naturali di petrolio, in parte ancor oggi presenti in varie zone della penisola italiana, specialmente lungo tutto l'Appennino e in Sicilia, erano ben noti nel passato, e localmente sfruttati per usi vari e testimoniano la genesi e presenza nel sottosuolo di idrocarburi in varie località italiane.
Nell'antichità lo sfruttamento era mirato soprattutto alla raccolta del bitume dagli affioramenti naturali, utilizzato soprattutto come mastice e come impermeabilizzante, e al petrolio recuperabile dalle fuoruscite di alcune sorgenti naturali, usato come medicamento (in particolare per affezioni della pelle) e come olio illuminante.
Uno sfruttamento, sempre fatto con metodi artigianali, ma con maggiori finalità commerciali, iniziò verso la fine del medioevo e si prolungò, in modo non sistematico, per tutto il periodo preunitario.
A partire dalla metà del secolo XIX, in coincidenza con l'inizio della lenta transizione italiana verso un'economia industriale, l'utilizzo del petrolio, in principio richiesto soprattutto per l'illuminazione, divenne sempre più diffuso, e questa presenza naturale di petrolio in superficie stimolò un'attività di ricerca sistematica e di produzione di idrocarburi.
A partire dal secondo dopoguerra la ricerca petrolifera fu condotta con mezzi moderni e sfruttando le conoscenze derivanti dai progressi delle scienze geologiche, che a loro volta si giovavano delle stesse scoperte man mano effettuate lungo la penisola durante le fasi esplorative. Tutta questa attività ha portato (anni '10 del XXI secolo), assieme alla ricerca e produzione di gas naturale, alla scoperta di circa 450 giacimenti, fra ritrovamenti in terraferma e mare. Discreta è stata anche la produzione di bitume naturale, a partire dalla metà del secolo XIX, sfruttato in particolare per asfaltatura delle strade e per ottenere petrolio tramite distillazione.

## Prima del periodo industriale

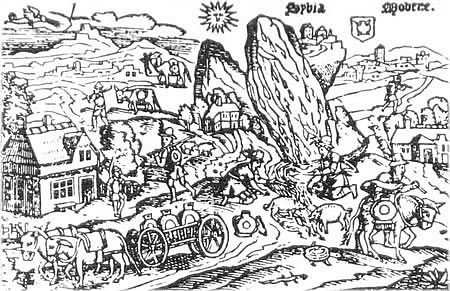
Stampa del 1540 che illustra la raccolta di petrolio vicino a Montegibbo

Un blocco squadrato di bitume, ora custodito nel Museo Archeologico di Chieti, rinvenuto a Scafa in Abruzzo, zona con miniere di bitume, sostanza probabilmente raccolta nella zona fin dalla preistoria, marcato col sigillo di Sagitta Marrucino, proprietario della miniera, testimonia lo sfruttamento, quanto meno dal tempo dei romani, di alcuni dei giacimenti di asfalto sparsi nella penisola.
Diodoro Siculo nella Biblioteca Storica e Plinio il Vecchio nella sua Storia Naturale, menzionano il petrolio (oleum) raccolto a Girgenti, in Sicilia, utilizzato nelle lucerne al posto dell'olio solitamente utilizzato.
Nel paese di Blufi, nelle Madonie si trova il Santuario della Madonna dell'Olio, che prende il nome da una sorgente naturale di olio minerale, ritenuto nell'antichità miracoloso per la cura della pelle e che nel secolo XVIII era usato per curare i lebbrosi, molecole con zolfo.
Scavi archeologici hanno identificato un opificio di epoca romana per la purificazione dell'asfalto, con resti di vasi di argilla recanti tracce di asfalto in contrada Pignatara a Lettomanoppello, sempre in Abruzzo; un panetto rettangolare di bitume, lungo 35 centimetri, largo 26 e spesso 10, ritrovato in loco, fornisce indicazioni su come il prodotto raffinato venisse confezionato per essere trasportato e commercializzato, sul panetto è rimasto impresso il marchio dell'opificio con le lettere "...ALONI.C.F.ARN.SAGITTAE.", che permette di attribuire l'appartenenza del proprietario dello stabilimento alla tribù Arniense e la datazione al primo secolo dell'impero romano. Lo sfruttamento di questo asfalto proseguì nei secoli, fu oggetto di traffici commerciali dal XII secolo, con la Repubblica marinara di Amalfi che lo utilizzava per il calafataggio delle proprie navi, fino all'inizio del XIX secolo.
Nel 1460 il podestà Francesco Ariosto scrisse De Oleo Montis Zibinii seu petroleo agri mutinentis, in cui celebrava le virtù dell'olio di sasso di Montegibbio per curare ulcere, ustioni, dolori di stomaco, per i dolori di parto, la febbre quartana, il mal di milza, il mal di polmone, utile contro la peste, e per guarire qualsiasi genere di ferita non mortale.
Flavio Biondo, nella sua opera geografica, intitolata l'Italia illustrata e pubblicata attorno al 1482, riporta l'esistenza di una sorgente di petrolio presso il castello di Cantalupo, nei pressi di Tocco da Casauria, in Abruzzo, materia prima che i tedeschi e gli ungheresi “colligunt et asportant“ (raccolgono e asportano) in quanto reputato avere virtù medicamentose.
Una incisione del 1540 mostra la raccolta di petrolio presso "monte Zibio" (oggi Montegibbio), presso le salse di Nirano vicino a Sassuolo, il cui nome deriva dal latino "sax oleum" ossia "olio di sasso". Il petrolio era raccolto nelle salse anche dai monaci benedettini dell'abbazia di San Pietro in Modena e venduto col nome di "Olio di Santa Caterina".
La voce petrol presente nel volume 14 dell'Encyclopédie (stampato nel 1751) riporta, del petrolio in Europa:
(Vol 14, pag 471, Encyclopédie)
Il petrolio, come viene spiegato nell'Encyclopédie, era recuperato con pozzi e sorgenti naturali nel ducato di Modena, ove era molto abbondante, in particolare vicino al castello di Monte Baranzone e in un luogo chiamato Fiumetto. La produzione avveniva scavando pozzi profondi 30-40 braccia fino alla comparsa di acqua mista a petrolio. Questi pozzi erano scavati sia ai piedi delle colline, ricavando grandi quantità di petrolio rossastro, sia verso la loro sommità, dove era ottenuto un petrolio più chiaro, in minor quantità. Altro petrolio era raccolto in una valle del baliaggio di Montefestino e a Montegibbo in val Secchia dove era presente una sorgente continua d'acqua in cui galleggiava petrolio in quantità tale da poterne raccogliere ogni volta 6 libbre. La scoperta di quest'ultimo sarebbe attribuibile a Francesco Ariosto medico e podestà di Ferrara, che l'avrebbe trovata nel 1640 e ne permessa lo sfruttamento mediante lo scavo di canaline e vasche di raccolta che differenziano tre tipi di petrolio: molto chiaro-biancastro, giallastro, rossastro-nerastro. Secondo Antonio Vallisneri, all'inizio del secolo XVIII attorno a Montegibbo vi erano 4 pozzi attivi ed uno in corso di scavo per il recupero del petrolio; il liquido era raccolto in vani, scavati nella roccia e protetti con muri contro crolli, dove si accumulava acqua salata sulla quale galleggiava il petrolio raccolto facendone impregnare delle spugne o dei fascetti d'erba, che poi venivano strizzati sopra un recipiente con un foro al fondo per eliminare l'acqua rimasta.
In provincia di Piacenza il petrolio era raccolto a 12 leghe dalla città, sul Monte Ciaro (ora Rallio di Montechiaro), scavando pozzi verticali attraverso strati orizzontali di argille miste con gesso selenitico fino ad incontrare l'acqua, lasciando quindi sgocciolare acqua e petrolio nel pozzo e raccogliendo la miscela liquida, con secchi di rame mescolato ad acqua, ogni otto giorni.
Queste petrolio era raccolto per scopi medicinali e secondo Louis de Jaucourt, autore del lemma enciclopedico, gli italiani sono autorizzati a considerare i loro petroli come un rimedio molto penetrante, incisivo, balsamico particolarmente per alcune malattie croniche e ancor più da utilizzare esternamente per rafforzare i nervi delle parti [del corpo] indebolite, dare elasticità e riposo alle fibre [muscolari] rilassate.
Nello Stato Pontificio era famosa la "pece di Castro", ricavata da una manifestazione superficiale bituminosa nella campagna laziale e utilizzata a scopi medici, la cui raccolta venne abbandonata nel secolo XIX.

## Secolo XIX

### Italia preunitaria
All'inizio dell'Ottocento nella località Miano di Medesano veniva raccolto petrolio utilizzato per l'illuminazione di Genova, Parma e Borgo San Donnino.
Con l'articolo 1 della "Legge de' 17 ottobre 1826, sulla ricerca e scavo delle miniere nel regno." venne liberalizzata nel Regno delle Due Sicilie la ricerca e sfruttamento delle risorse minerarie "tanto metalliche, che semi-metalliche" tra cui viene incluso il bitume; l'articolo 2 stabiliva che in caso di ritrovamento minerario in un fondo ovvero "vi siano segni patenti che secondo i principi di mineralogia indichino la esistenza di una miniera delle sostanze espresse nell'articolo antecedente", il cui proprietario dello stesso non intendeva o non poteva intraprenderne lo sfruttamento, veniva dato diritto di concessione mineraria a chi ne avrebbe fatta richiesta e "il concessionario però sarà tenuto a dare un compenso al proprietario del fondo, da convenirsi, o da arbitrarsi dal giudice, l'articolo 3 stabiliva che le disposizioni contenute ne' due precedenti articoli avranno anche luogo per le miniere che si rinvengono ne' fondi de' comuni, de' luoghi pii, e de' pubblici stabilimenti".
In Abruzzo sul versante orientale della Maiella nel 1844 Silvestro Petrini iniziò lo sfruttamento industriale moderno dei giacimenti di asfalto nelle contrade Manoppello e San Valentino nella provincia di Chieti, scavando alcune miniere di asfalto per estrarre le rocce asfaltiche; il bitume recuperato veniva raffinato e convertito in petrolio. La prima fase di questa attività durò poco, venendo il Petrini arrestato dal governo Borbonico a seguito della sua partecipazione ai moti patriottici del 1848. Dopo l'arresto del Petrini fu attiva la Società dell'architetto Guglielmi e co., che possedeva uno stabilimento a Manoppello, per la raffinazione dei minerali bituminosi locali. In esso lavoravano più di 50 operai ed il valore del prodotto era stimato sui 70,000 franchi. Sempre nella stessa area era coltivato il bitume a Rocca Morica nell'Abruzzo Citeriore, nei dintorni della Majella, e veniva raccolto il "bitume liquido" (petrolio) che fluiva liberamente nel vallone detto Monte Morone, in contrada detta Rocca nel tenimento di Tocco.
In Basilicata la presenza nota di affioramenti di petrolio in Val d'Agri e nel Melfese, permise lo sviluppo di alcune miniere per asfalto nella zona di Tramutola e Marsico almeno dalla metà del secolo XIX, come indicato dal geografo Amati.
Nel maggio 1853 a Napoli ci fu una "pubblica esposizione di arti e manifattura", in cui furono esposti anche saggi e campioni dell'industria bitumiera del tempo, tra cui furono esposti campioni di asfalto di Marsico e Tramutola e numerosi saggi provenienti da Manoppello di asfalto "purificato", d'asfalto "manifatturato in pani", tre tavole imitanti il marmo, e un saggio di pece minerale.
Attorno alla metà del XIX secolo si iniziò in Europa a sperimentare con successo la ricopertura del manto stradale tramite asfaltatura dello stesso; conseguentemente la richiesta nel mercato europeo di bitume crebbe improvvisamente ed anche lo sfruttamento dei giacimenti di rocce asfaltiche ebbe un forte impulso. Durante il Regno Lombardo Veneto l'ingegner Schulze, per conto del barone Salomon Rothschild impiantò lo "Stabilimento Adriatico per la fabbricazione di mastice asfaltico" sull'isola della Giudecca a Venezia, con un capitale di 450,000 l.a., che produceva mastice asfaltico e cemento idraulico, utilizzando rocce dolomitiche estratte dalle miniere dalmate di Porto Mandolen, presso Traù, dell'Isola di Brazza e di Vergoraz; la produzione di "mastice asfaltico" ammontava a circa 30,000 quintali, per il valore di un mezzo milione di franchi ed era esportato ad Amburgo, in Prussia, in Austria, in Sassonia ed a Genova
Nello Stato Pontificio venne dato impulso all'estrazione di bitume affiorante nel frusinate, la cui presenza era nota da tempo, dando la concessione di sfruttamento ad una società sui territori di Veroli, di Banco e Filettino. Il bitume raccolto era portato nel comune di Isola di Sora, appartenente al Regno delle due Sicilie ove si trovava uno stabilimento per l'estrazione di petrolio; nel 1852 questo stabilimento ricevette 15,614 chilogrammi di prodotto, ed occupava circa 60 operai.
Iniziò anche lo sfruttamento in miniera e cave delle rocce asfaltiche, delle brecce calcaree cretaciche fagliate, affioranti a Colle San Magno, nel Lazio, in provincia di Frosinone, sfruttamento che durò fino alla seconda guerra mondiale, operato dalla Bombrini Parodi Delfino che ne rilevò l'attività al termine della prima guerra mondiale.

### Dall'Unità d'Italia

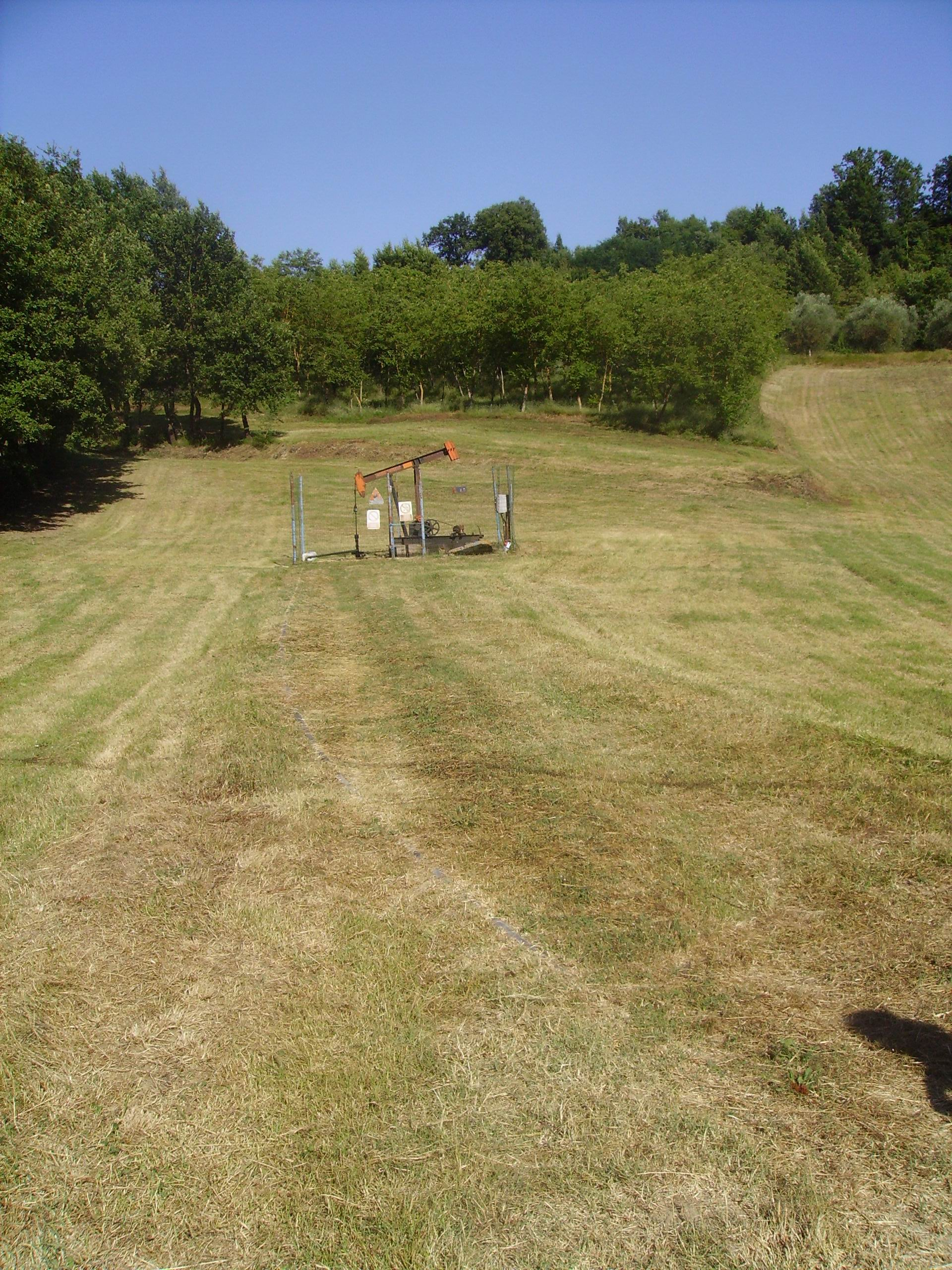
Pompa a testa pozzo di estrazione di petrolio nella campagna di Ripi

Furono proprio le manifestazioni superficiali di idrocarburi a guidare le prime ricerche e produzioni di idrocarburi espletate con la tecnica moderna tramite la perforazione di un pozzo con apposito impianto: la prima estrazione di petrolio in Italia fu fatta da Achille Donzelli nel 1860 che perforò due pozzi a Ozzano, nell'Appennino parmense, a 32 e 45 metri di profondità con una produzione di 25 kg di petrolio al giorno e nello stesso anno il marchese Guido dalla Rosa Prati realizzò a Salsomaggiore Terme, sempre nell'area emiliana, un pozzo di 308 metri con una produzione fino a 3750 kg di petrolio al giorno; nel 1869 Salsomaggiore divenne la prima città illuminata a gas. La perforazione di questi pozzi venne intrapresa a tre anni di distanza dal famoso pozzo perforato negli USA da Edwin Drake, comunemente indicato come marcante l'inizio dell'era petrolifera. Altri ritrovamenti minori nel reggiano si ebbero a Salsominore e Rivalterra.
Poco dopo venne intrapresa una produzione di idrocarburi a Tocco da Casauria in Abruzzo e nel frusinate, aree dove si trovano in affioramento calcari mesozoici con impregnazioni di bitume. Il pozzo Tocco Casaura 1, perforato nel 1863 iniziò con la produzione di 500 kg giornalieri di petrolio da una profondità di 50 metri.
Alcuni campioni di asfalto e loro derivati lavorati dalle ditte Cugini Praga, Erba Bernardo e Molineris Bramante di Milano, e dalla Società generale Romana furono presentati alla "Esposizione industriale in Milano del 1871 a Milano, permettendo una comparazione fra i prezzi dei prodotti sul mercato: l'asfalto della Maiella risultava meno costoso del 30% rispetto a quello dell'Isola di Brazza
(pag. 531 in C. Saldini L'esposizione industriale in Milano nei suoi rapporti coll'ingegneria, Il Politecnico: giornale dell'ingegnere architetto civile e industriale, Volume 19, 1871, Milano)
Nel frusinate a Ripi nel 1867 Annibale Gualdi ottiene una concessione di sfruttamento di una sorgente naturale, in localita Petroglie, di "petrolio, catrame e pece", nell'area della concessione ffr il 1872 e 1874 saranno scavati i primi due pozzi alla approfondita' di 63 e 13 metri. Sempre nel Lazio inizia la produzione petrolifera a San Giovanni Incarico, sempre a seguito di sorgenti naturali di petrolio.
Nel 1863, dopo una serie di "assaggi chimico-tecnici" di rocce della provincia vicentina, richiesti dalla Direzione della Società Montanistica di Vicenza, venne proposto di creare uno stabilimento per distillare una "lignite schistoide" "ittiolitifera" presente a Monteviale nel vicentino, per ricavarne olio combustibile, illuminante e altri derivati.
Verso la fine del secolo iniziò lo sfruttamento in miniera del bitume contenuto in fratture entro rocce dolomitiche (al tempo chiamate piroscisti o scisti bituminosi) della miniera di Resiutta, in provincia di Udine. Il bitume estratto da questa miniera era distillato nel paese per ricavarne oli minerali pesanti. Il processo era autoalimentato con i gas combustibili che venivano prodotti e la sua produzione permise la prima pubblica illuminazione di Udine. Dal bitume estratto veniva anche ricavato l'ittiolo, utilizzato a scopi medicamentosi.

## Novecento

### Inizio secolo

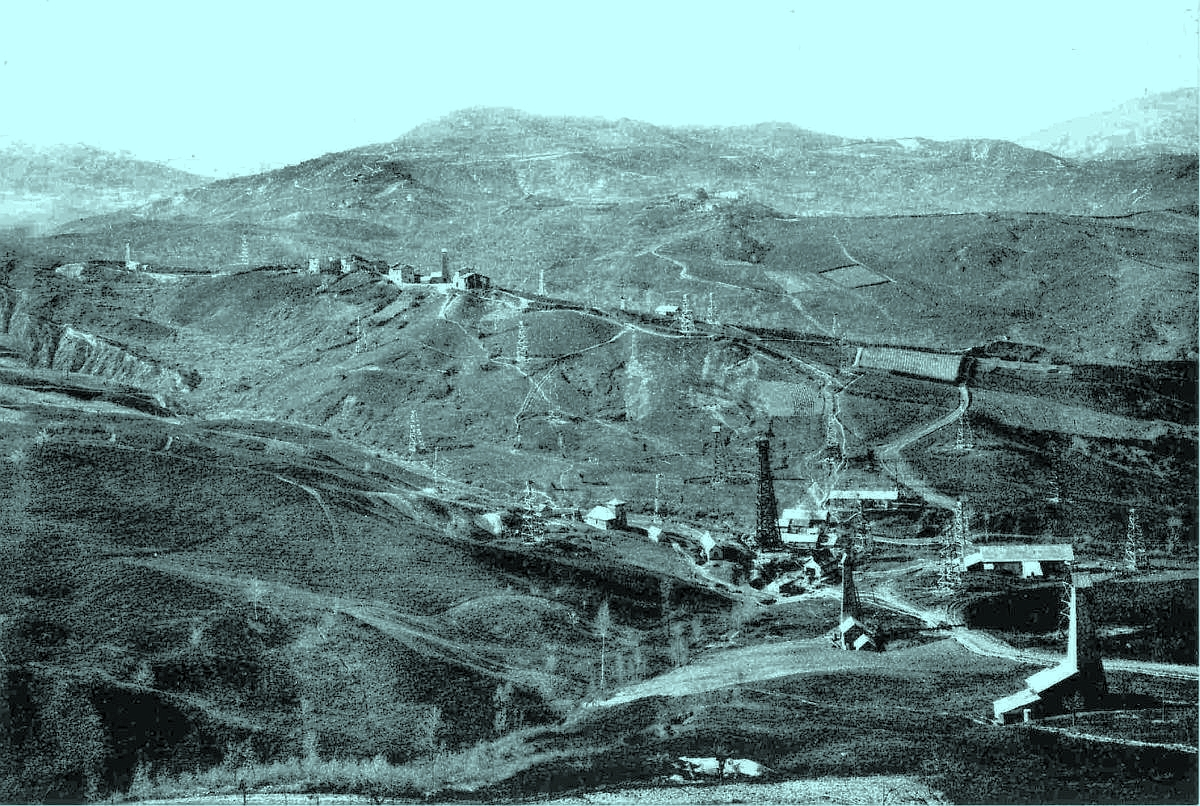
Panoramica del campo petrolifero di Vallezza. Sono visibili i pozzi, spesso ubicati sui crinali

Ai primi del Novecento l'attività di ricerca ed esplorazione venne guidata principalmente dalle osservazioni di geologia di superficie e dal rinvenimento di manifestazioni di idrocarburi in superficie, causa la complessa struttura tettonica della penisola che inizierà ad essere maggiormente compresa solamente nella seconda metà del secolo. Le ricerche, in gran parte, fornirono risultati deludenti in quanto le manifestazioni di idrocarburi in superficie spesso non corrispondevano, in profondità, a giacimenti economicamente sfruttabili.
Nel 1905 venne fondata da Luigi Scotti, a Fornovo, sull'Appennino Parmense, la SPI Società Petrolifera Italiana, che iniziò la sua attività con la miniera di Vallezza. Nella proprietà della SPI entrò l'americana Esso dal 1928 al 1948, attirata in Italia dalle manifestazioni petrolifere dell'area. La SPI negli anni '20 e '30 del secolo scorso produceva circa il 50% del petrolio estratto in Italia. Nel 1907 iniziò la ricerca di petrolio: la sua presenza era nota a Vallezza, dove esistevano alcuni pozzi scavati a mano, in prossimità di manifestazioni superficiali, ma l'attività estrattiva industriale consentì di trovare petrolio in ottime quantità arrivando, nel tempo, a realizzare 179 pozzi petroliferi per un totale di circa 107.000 metri perforati. La produzione iniziò nel 1909 arrivando a produrre fino al 1973 circa 200.000.000 di litri di petrolio e 105.000.000 nmc di gas naturale; il primo pozzo (1907) venne perforato a mano fino alla profondità di 120 metri, mentre nel 1957 un pozzo esplorativo, fatto in associazione da SPI-AGIP arrivò alla profondità di 3218 metri.
Facendo seguito a tracce di petrolio rinvenute a Salsomaggiore in alcuni pozzi perforati per emungere acqua per gli stabilimenti termali, la SPI intraprese negli anni '20 un'attività sistematica di ricerca in quest'area e nel 1923 rinvenne del petrolio nell'area di "Cento Pozzi", dove nel giro di 15 anni furono perforati 71 pozzi produttivi; altri 11 produttivi a petrolio e gas furono sviluppati nell'area di Salsominore
Col decreto n.1957 del 22 agosto 1906, la Società Veneta per le Miniere ricette la concessione per la miniera di bitume di Resiutta, già attiva, che venne mantenuta fino ai primi anni '50 del secolo XX.

Ragusa: uno degli stabilimenti per la lavorazione delle rocce asfaltiche (immagine d'epoca)

Nel 1917 la società A.B.C.D. (Asfalti, Bitumi, Catrami e Derivati), con sede a Roma e capitale parzialmente statale, inizia lo sfruttamento delle rocce asfaltiche (dette "pietre pece") abbondantemente affioranti attorno a Ragusa, costruendo nella località ragusana di Tabuna dei forni, chiamati "gasogeni", per trattare l'asfalto e ricavarne petrolio e raffinarlo. L'attività proseguì fino alla seconda guerra mondiale, con la costruzione di un grosso forno, chiamato "forno Roma", che permetteva un ciclo pieno di lavorazione dalla roccia frantumata alla benzina.

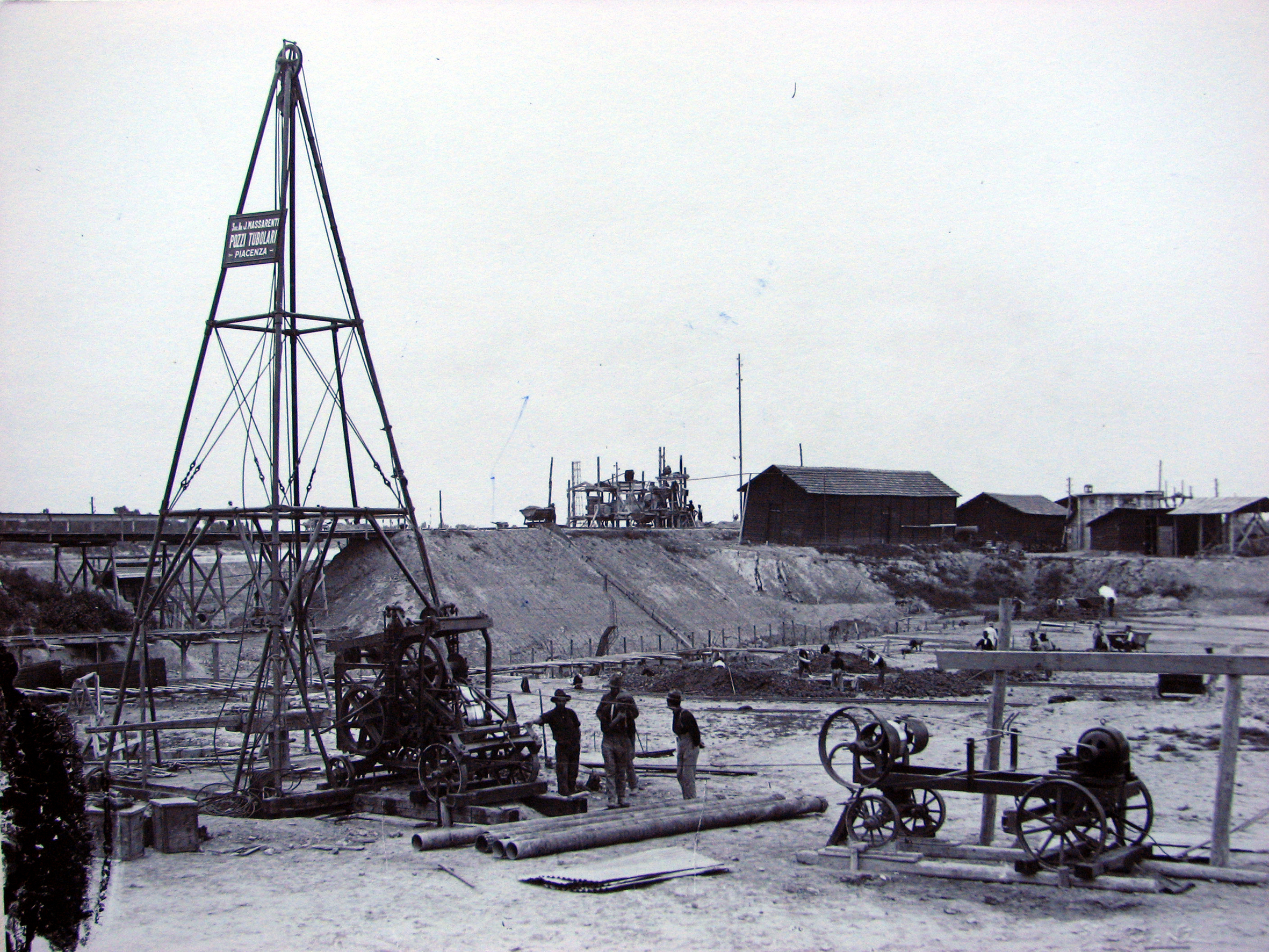
Impianti Massarenti, Pozzi tubolari per l'estrazione del petrolio, 1920.

Altri giacimenti di bitume sfruttati in questa prima metà del secolo, per ottenere olii minerali tramite distillazione e ittiolo, furono quelli di Meride - Besano nel varesotto e Mollaro in Trentino.
In Val d'Agri nel 1921 il pozzo Fossatelle 1, incontra la mineralizzazione ad idrocarburi entro le rocce della falda superficiale della catena appenninica meridionale.
.
Nel 1926 viene fondata l'AGIP (Azienda Generale Italiana Petroli), che intraprese attività di ricerca e produzione in Italia (con scarsi successi nella prima metà del secolo) e all'estero (Libia, Albania, Romania, Africa orientale).
Il governo italiano, nel 1927, emette il Regio decreto 1443 con le norme di carattere legislativo per disciplinare la ricerca e la coltivazione delle miniere in Italia. Si tratta della prima legge mineraria nazionale, che stabilisce la proprietà nazionale delle risorse minerarie; la sua emissione permise a chi intendeva svolgere attività di ricerca e produzione di idrocarburi di operare in un quadro legislativo che ne definiva i limiti, gli obblighi e le prerogative.
In Sicilia nel 1929 il chimico Mario Lupo raccoglie campioni di gas dalle manifestazioni superficiali contrada S. Nicola e in contrada Gioitto a Bronte spedendoli quindi per analisi all'Istituto di Chimica Industriale del Politecnico di Milano; nel 1939 l'AGIP perfora a Bronte i pozzi Gioitto e Serravalle recuperando i primi campioni di petrolio siciliano ottenuto con i metodi moderni.
Dalla fine degli anni '20 al 1947 la Società Anonima Mineraria Bresciana coltiva una miniera di bitume in Val Polvera, dopo gli studi minerari ad opera dei geologo Arturo Cozzaglio  che avevano evidenziato nel 1928 la presenza di bitume in Val Polvera e Val Cornone.
Nel 1930, con la nuova legge, l'AGIP acquisì delle concessioni in Emilia a sud dell'area di "Cento pozzi", e nel periodo 1931 - 1934 perforò 32 pozzi lungo il confine della concessione con la SPI e, nella vicina località di Rovacchia, completò 16 pozzi produttivi di petrolio e 4 di gas.
Tra il 1936 ed il 1945 furono perforati 41 pozzi in Val d'Agri per lo sfruttamento da parte dell'Agip del Campo Petrolifero superficiale di Tramutola.
Nell'Appennino vogherese, facendo seguito all'osservazione di manifestazioni superficiali di idrocarburi, osservate all'inizio del secolo nella valle del Torrente Rile (Retorbido) e nella parallela bassa val Staffora, nel periodo precedente alla seconda guerra mondiale, vennero perforati alcuni pozzi, principalmente ad opera della SPI, quasi tutti completati entro formazioni mioceniche alla profondità di alcune centinaia di metri, che diedero modeste produzioni di petrolio, mentre una società locale, la "S. A. Montalto Petrol", perforò un pozzo nella zona di Montalto Pavese.

### 1940: la svolta della sismica a riflessione

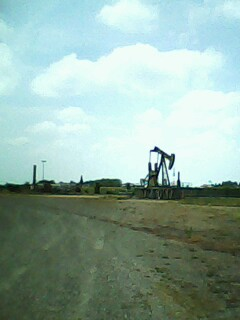
Pompa estrattiva presso il pozzo petrolifero Cavone 4 (San Possidonio Emilia-Romagna)

Pochi mesi prima dell'entrata in guerra, nel 1940, l'AGIP fece arrivare in pianura padana dagli USA l'attrezzatura di prospezione geofisica per la ricerca di strutture geologiche sepolte tramite il metodo della sismica a riflessione. L'introduzione di questa nuova tecnologia, che da dieci anni aveva permesso grandi ritrovamenti nelle aree in cui veniva utilizzata, marcò in Italia un punto di svolta nella ricerca di idrocarburi, aggiornando la fase esplorativa nella penisola al livello delle tecniche ed all'approccio di ricerca di giacimenti utilizzati all'estero.
Le prime prospezioni furono eseguite a guerra iniziata in val Padana, nei dintorni di Lodi e nel 1941 permisero di delineare la struttura di Caviaga, il pozzo esplorativo Caviaga 1, perforato nel 1943 raggiungendo la profondità di 1404 metri, indica che la struttura è mineralizzata a gas. Si trattò per quel tempo del maggior giacimento di gas naturale conosciuto nell'Europa occidentale: 12 miliardi di metri cubi di gas. La notizia di tale ritrovamento venne taciuta alle autorità tedesche, che ormai occupavano il nord'Italia e custodita all'interno dell'AGIP. Sarà la notizia di questo ritrovamento, comunicata a Enrico Mattei dopo la sua nomina a commissario liquidatore dell'Agip, che lo convincerà a disattendere le consegne ricevute ed a sviluppare l'AGIP.
Nel 1941, seguendo le direttive del governo causa le esigenze energetiche generate dal conflitto, IRI e AGIP fondano ALBA (Azienda lavorazione bitumi asfalti) allo scopo di esplorare e trovare il modo di produrre petrolio trattando le rocce calcaree affioranti in Maiella impregnate di bitume, furono individuate tre aree di ricerca: una tra Fonte di Papa e Fonticelle vicino a Lettomanoppello, una seconda tra Sterparo e Cerratina e un'altra tra Metola e Cavallaro, con una perforazioni di più' di una ventina di pozzi a bassa profondità (inferiore a 200m); le vicende belliche nel 1943 portarono alla cessazione del progetto minerario, mai più ripreso .

### La crescita nel secondo dopoguerra

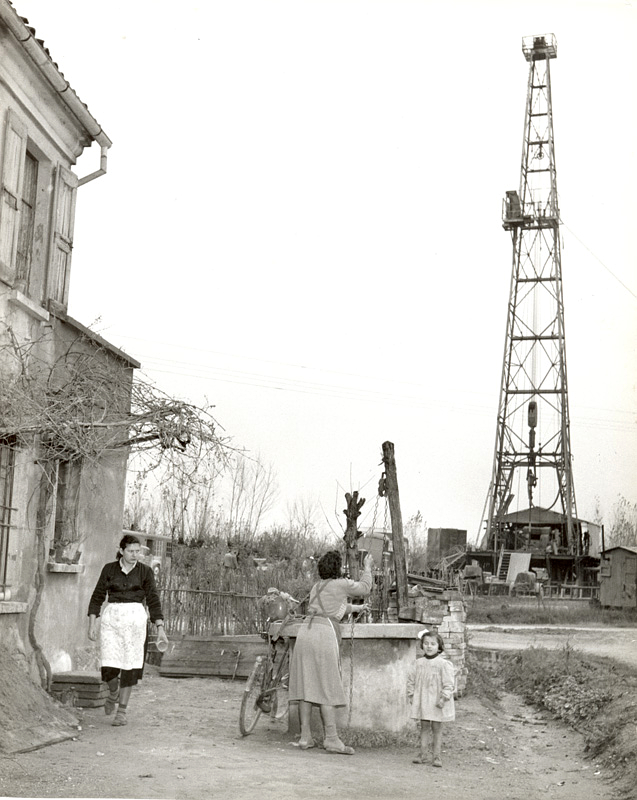
Impianto AGIP impegnato nello sviluppo del campo di Caviaga

Uscita dalla guerra la produzione italiana di idrocarburi era molto scarsa. Si producevano circa 42 milioni di m³ di metano all'anno, di cui circa il 70% proveniente da imprese private localizzate principalmente in giacimenti superficiali della bassa padana.

#### Lo sviluppo della Val Padana

Enrico Mattei presenta il campo di Caviaga durante una riunione

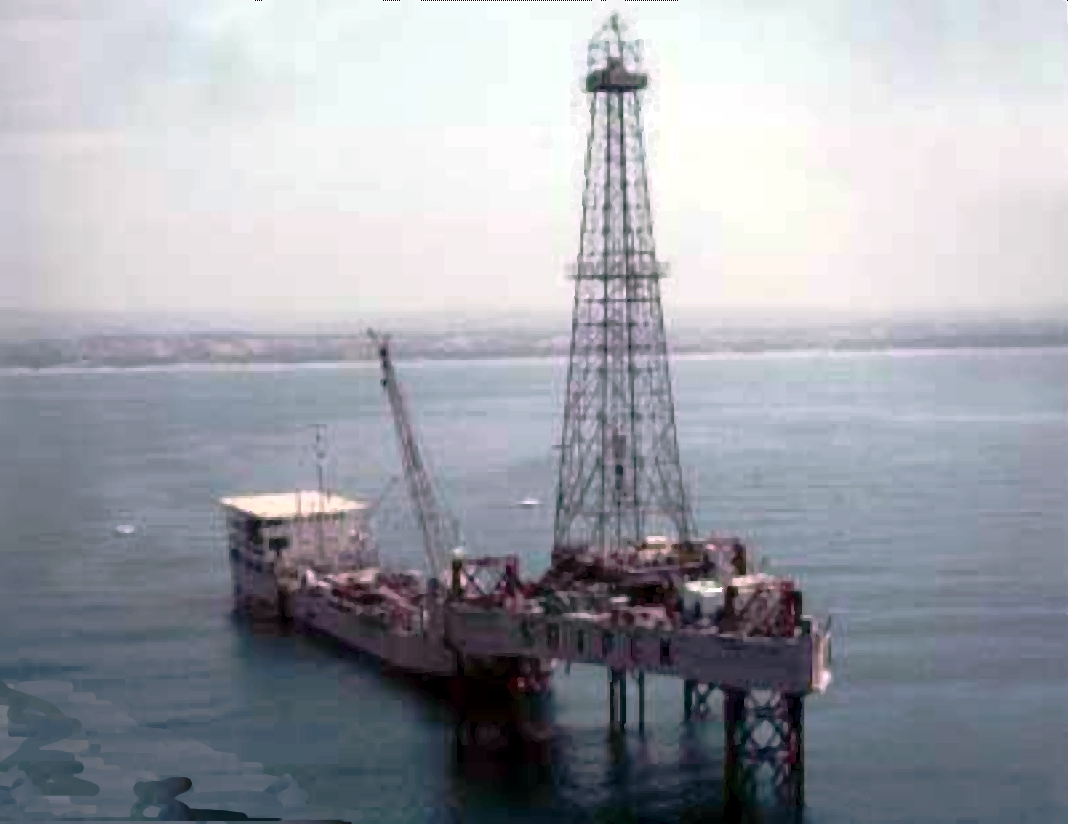
L'impianto Scarabeo 1 (SAIPEM), in perforazione del pozzo Gela Mare 21, primo pozzo offshore europeo

Utilizzando le scarse attrezzature disponibili, nel 1946 venne perforato dall'AGIP il pozzo Caviaga 2, che raggiunse la profondità di 1986 metri. È il pozzo che conferma l'esistenza del giacimento di gas di Caviaga, fornendo la possibilità di riconoscerne l'importanza come giacimento di gas ben superiore, come volume rinvenuto (12 miliardi di mc), sia a tutti quelli precedentemente ritrovati nella penisola sia agli altri campi metaniferi al tempo noti in Europa occidentale. Oltre all'entusiasmo suscitato dalla sua scoperta, il ritrovamento di Caviaga è importante in quanto il giacimento è impostato su una trappola strutturale di tipo anticlinale, sepolta sotto la spessa copertura di sedimenti alluvionali della pianura padana e le conoscenze geologiche del tempo ormai facevano sospettare della presenza di numerose altre strutture similari. Questo spinse a concentrare la ricerca nella val Padana, di cui ormai era stata accertata la natura di bacino sedimentario metanogenico, sul margine orientale appenninico, individuando ed esplorando simili strutture sepolte sotto la spessa coltre di sedimenti alluvionali quaternari.
Nel 1949 venne scoperto, da parte dell'AGIP, il giacimenti ad olio leggero (poco) e gas di Cortemaggiore. La benzina raffinata da questo petrolio sarà messa in vendita come Supercortemaggiore. Seguirono i ritrovamenti di giacimenti di gas a Cornegliano Laudense (provincia di Lodi) e Pontenure (Piacenza) nel 1950. L'anno successivo a Bordolano (Cremona) (1951), Correggio (Reggio Emilia) e nel 1952 il pozzo Ravenna 1, perforato fino alla profondità di 1740 metri, dove si scoprì un grande giacimento di gas, a cui velocemente seguirono le scoperte dei campi di gas di Alfonsine, Cotignola, Santerno, Imola e Selva. Nel periodo compreso fra il gennaio ed il dicembre 1949, la produzione di metano da parte dell'AGIP aumentò di 3.5 volte e quella degli altri produttori italiani di 1.5 volte. In totale la produzione nazionale di gas, nel gennaio 1950, arrivò a circa 35 milioni di mc/mese, di cui il 55% prodotto da AGIP. Del restante 45%, gran parte era estratto nel Polesine da un centinaio di piccoli agricoltori con tecniche artigianali e pozzi perforati a bassa profondità. Gran parte di questo era utilizzato localmente, secondo le necessità dei produttori (questa produzione, che veniva effettuata estraendo grandi volumi d'acqua associata al gas, che sostanzialmente era il gas di palude, venne in seguito vietata in quanto responsabile della forte subsidenza del suolo osservata nell'area interessata all'emungimento).
I ritrovamenti intensificarono le attività di esplorazione e ricerca: nel 1950 12 squadre di prospezione geofisica operavano in Val padana per conto dell'AGIP ed un'altra nella pianura marchigiana. Alla fine dell'anno circa 27 sonde di perforazione erano attive, tra cui un impianto in grado di raggiungere la profondità di 5500 metri, veramente notevole per quei tempi; l'AGIP impiegava per questa attività di ricerca circa 2000 lavoratori, di cui 210 impiegati tecnici (laureati e diplomati) e 1700 operai, di cui circa 1000 specializzati nel campo petrolifero.
Questi grossi ritrovamenti di gas diedero a Mattei l'idea di sviluppare molto velocemente la metanizzazione dell'area padana, tramite una rete di metanodotti gestiti dalla SNAM, rendendo l'Italia il paese europeo pioniere nello sviluppo di una rete di metanodotti e riducendo in parte la dipendenza dalle importazioni di carbone a scopi energetici. Il primo tratto di metanodotto, costruito fra Cortemaggiore e Torino, fu inaugurato da Alcide De Gasperi il 1º giugno 1952, iniziando la metanizzazione del Triangolo industriale e quindi allargata al Veneto ed all'Emilia, favorendo la nascita del futuro boom industriale italiano. Al 1955 la rete di metanodotti costruita assommava ad una lunghezza di circa 4000 km, con tubazioni in acciaio con diametro variabile tra 150 e 450 mm, quasi tutte costruite dalla società Dalmine, che permetteva all'ENI di distribuire più di 20 milioni di mc di gas al giorno di produzione nazionale .
La metanizzazione richiese, da parte dell'ENI, la formazione di quadri tecnici e personale specializzato inesistente all'epoca, la soluzione di problemi tecnici legati allo sviluppo delle condotte in aree altamente urbanizzate, con attraversamento di più di 500 grandi vie di comunicazione stradali, circa 700 linee ferroviarie e la costruzione di circa 60 ponti sospesi sopra grandi corsi d'acqua, a partire dal fiume Po, oltre che affrontare carenze giuridiche sotto l'aspetto delle problematiche di servitù di passaggio, diritti sul suolo e amministrazione pubblica, comportanti più di 20.000 richieste di autorizzazione di passaggio. Infine, in mancanza di apposite norme di legge, le stesse società costruttrici dovettero stabilirsi le specifiche regole di sicurezza da seguire. L'attività provocò anche un significativo indotto nell'economia e nell'industria nazionale: per esempio, il quantitativo di acciaio richiesto mensilmente per la costruzione dei metanodotti ed il tubaggio dei pozzi era pari a circa 7000 tonnellate/mese, quantità che come ordine di grandezza era pari alla produzione preguerra della Dalmine e la disponibilità di metano promosse la progettazione e la costruzione di centrali a gas, per le quali in precedenza solo il carbone veniva considerato come combustibile.
L'importanza dei ritrovamenti ed il loro clamore, uniti alla prospettiva di trovarne altri in futuro in un'area molto favorevole, spinsero molte società italiane e straniere a richiedere al competente Ministero dell'industria e del Commercio i diritti di permessi di ricerca in val Padana e contemporaneamente a sollecitare un cambiamento della legge mineraria italiana, che formalmente non concedeva automaticamente i diritti di sfruttamento del giacimento alla società che l'aveva scoperto nel corso dell'attività esplorativa svolta. Queste richieste, spesso portate avanti in modo aggressivo, si scontrarono con le sollecitazioni di Mattei, che riuscì ad ottenere dal governo italiano, nonostante lo spirito liberista di De Gasperi e con l'aiuto di Ezio Vanoni ministro delle Finanze, la promulgazione, nel febbraio 1953, della legge n.136 con la quale venne istituito l'Ente Italiano Idrocarburi (Eni), a cui, su precisa richiesta di Mattei, venne concesso il diritto esclusivo di ricerca e di produzione di idrocarburi nella pianura Padana e sopra un tratto di mare Adriatico adiacente, per un'area di circa 55.000 km2. Quest'area di privilegio, giudicata la più ricca di giacimenti da scoprire, diverrà nota col nome di "area Eni". La principale motivazione pubblicamente adottata da Mattei per spiegare questo regime di monopolio, fu l'esigenza di conservare le risorse nazionali in mano italiana. Tuttavia, vennero escluse dall'attività nell'area anche le altre società italiane attive nel campo della ricerca di idrocarburi. Secondo alcuni commentatori, fu proprio a causa dell'asprezza di questo scontro che Mattei acquisì la diffidenza, se non l'ostilità, per le grandi società multinazionali e americane, prima ancora della crisi iraniana.
Lo sviluppo dell'attività di ricerca e produzione provocò l'arrivo in Italia delle grosse società di servizio del settore: nel 1951 l'americana Halliburton aprì in Italia la sua prima sede europea.
Nel periodo 1954-55 la produzione di metano, a seguito dei rinvenimenti, salì ad una produzione media di 12 milioni di m³ al giorno, con picco di 13 milioni di m³ erogati in un giorno di dicembre, con elevata richiesta di gas e minimi di 3 milioni di metri cubi il 15 agosto. Queste variazioni di richiesta di mercato e la necessità di far fronte a picchi di domanda legati a fattori climatici, iniziarono a far considerare, da parte di Mattei, la possibilità di creare riserve addizionali di metano utilizzando serbatoi naturali, secondo quanto già avveniva negli Stati Uniti.
Il pozzo Piadena 23, perforato da AGIP nel 1957, raggiunse la profondità di 5251 metri, record europeo per quel tempo.
Nel 1969, nell'area in terraferma del delta del Po, venne scoperto il giacimento di metano di "Dosso degli Angeli", con il primo pozzo direzionato perforando in tutto 4.261 metri. Il campo verrà sviluppato negli anni '70 con 32 pozzi produttivi, gli ultimi completati nel 1992.
Nel 1973 fu scoperto il giacimento petrolifero di Cavone, a circa 3200 - 3500 metri di profondità, in Pianura Padana.

#### Le prime scoperte di petrolio siciliano
Le prime prospezioni iniziarono nel 1949 ricercando giacimenti nelle rocce carbonatiche triassiche dell'area ragusana, area in cui dal tempo degli antichi greci erano note manifestazioni superficiali di idrocarburi e depositi di bitume od asfalto.
Nel 1953 iniziarono le scoperte significative nella Sicilia orientale, con il ritrovamento da parte dell'americana Gulf, del giacimento di Ragusa (20 milioni di tonnellate di petrolio, a quel tempo il maggior giacimento di petrolio dell'Europa occidentale, che verrà velocemente messo in produzione e ben presto collegato, con un oleodotto, alla raffineria costruita ad Augusta. Nel 1956 la sua produzione fu di circa 2500 tonnellate di petrolio, rapidamente incrementata a 493.000 ton. nel 1956 e poi a 1.437.308 ton. nel 1958. In quell'anno, la produzione del giacimento contribuiva al 90% della produzione petrolifera italiana, coprendo il 10% della richiesta nazionale di petrolio
Seguì nel 1956 il ritrovamento di Gela, a 3500 metri di profondità, ad opera di AGIP; poco dopo la ricerca si espanse, con rilievi sismici marini, sulla probabile estensione offshore del giacimento di Gela e col pozzo Gela Mare 21 l'AGIP, nel 1959, perforò il primo pozzo offshore europeo. Un piccolo giacimento di petrolio venne quindi scoperto a Vittoria e uno di metano a Castelvetrano (Trapani).
A Gagliano, in Sicilia vicino ad Enna, nel 1959 venne scoperto dall'AGIP il primo giacimento di gas e tracce di condensato nell'area costituita da reservoir di tipo multipay di strati arenacei di età oligocenica-miocenica.
Nel 1960, nel ragusano, venne fondata l'Azienda asfalti siciliani e nel corso degli anni numerose aziende di distribuzione di carburanti nell'intera isola.

#### Inizia la ricerca offshore

Francobollo emesso per il IV Congresso mondiale del petrolio, svoltosi a Roma nel giugno 1955

Mario Lupo accanto alla testa di un pozzo per la produzione di metano, nei pressi di Bronte

Il ritrovamento del campo gassifero a Ravenna confermò l'ipotesi che giacimenti gassiferi si potessero trovare anche nelle successioni clastiche che proseguivano nel mar Adriatico ed a metà degli anni '50 l'AGIP effettuò la prima campagna di rilievi sismici marini in Italia.
Nella seconda meta degli anni '50 iniziò anche la fase di ricerca diretta con perforazioni di pozzi nel Mar Adriatico. Il primo ritrovamento fu il campo di Ravenna mare a cui rapidamente seguirono quelli di Cervia Mare, Porto Corsini nell'offshore romagnolo-emiliano e Santo Stefano Mare nel medio adriatico. A questi si aggiungeranno i campi di Agostino, Porto Garibaldi e di Barbara nel mare Adriatico settentrionale nel periodo 1967-71. Parallelamente all'espandersi dell'attività di ricerca offshore, venne sviluppata la capacità produttiva della Saipem, sempre del gruppo ENI, con la costruzione di impianti di perforazione per l'attività esplorativa offshore.
Nel 1957 venne introdotta la legge n.6 con lo scopo di favorire la ricerca nell'offshore marino, fornendo le regole per l'attività e l'attribuzione dei diritti di ricerca e coltivazione degli idrocarburi liquidi e gassosi sulla piattaforma continentale e nel mare territoriale. Fu la prima legge europea a disciplinare questa attività. Con questa legge i tratti di mare compresi fra la linea di costa e l'isobata dei 200 metri od i confini di interesse nazionali, definiti con accordi bilaterali con gli stati confinanti, venivano suddivisi in cinque grandi aree denominate A, B, C, D, E; nel 1975 e nel 1981, con due nuove leggi, venivano istituite le zone F e G, con l'estensione dai confini delle zone D e C fino all'isobata dei 1000 metri di profondità.
La ricerca lungo le coste ioniche calabresi portò, tra gli anni '60 e 70, alla scoperta dei giacimenti gassiferi di Luna, in reservoir neogenici al largo di Crotone e piccoli giacimenti gassiferi in terraferma vicino a Cirò Marina.
Le estese attività di esplorazione comportarono anche un significativo incremento delle conoscenze della geologia italiana, anche con ritorni utilizzabili nell'economia nazionale. Per esempio verso la fine degli anni '50 l'AGIP, con il pozzo Casaglia 1, perforato fino alla profondità di 3799 metri sopra le pieghe sepolte della dorsale ferrarese, trovò un'anomalia geotermica positiva, con un serbatoio di acqua calda sfruttabile alla profondità di circa 2000 metri. Questa risorsa geotermica verrà messa in produzione con la Centrale geotermica di Ferrara, costruita a Cassana per il teleriscaldamento della città Ferrara, all'inizio degli anni '80, a seguito della crisi energetica che caratterizzò il decennio precedente, con la perforazione di un secondo pozzo Casaglia 2 a scopi geotermici.
Nel 1974 venne introdotta la prima legge italiana sullo stoccaggio sotterraneo di gas.

#### Ricerca lungo il margine appenninico

Bitume che cola attraverso fratture in una galleria di una miniera in Abruzzo

Ottobre 1961 l'occupazione del pozzo Cupello 2 dell'Agip durante la protesta della popolazione per ottenere lo sfruttamento industriale in loco del metano

L'attività di ricerca venne anche sviluppata lungo quello che geologicamente sia definito come margine esterno della catena appenninica, ovvero il versante padano dell'Appennino settentrionale, che proseguendo verso est e quindi verso sud, diventa il versante adriatico per poi attraversare la Lucania lungo la valle del Basento e finire nel golfo di Taranto, ossia lungo il depocentro del bacino della zona di avampaese dell'orogenesi appenninica, caratterizzato nel cenozoico da abbondante sedimentazione terrigena.
Nel 1955 venne scoperto, in provincia di Pescara, il giacimento petrolifero di Cigno, ad opera della Petrosud (società del gruppo Montecatini), con il pozzo Cigno 1 perforato fino alla profondità di 776 metri, che trovò impregnate di petrolio delle calcareniti oligoceniche a partire dalla profondità di 700 metri. Il campo venne sviluppato con la perforazione di 25 pozzi.
Nel 1958, in provincia di Teramo, il pozzo Cellino 1, sempre della Petrosud, scoprì il campo gassifero di Cellino, costituito da livelli di sabbie plioceniche entro una formazione di origine torbiditica. Il campo sarà sviluppato con una trentina di pozzi.
In val d'Agri, il pozzo Tramutola 45, perforato tra il 1958 e 1959 da AGIP, dovette essere arrestato alla profondità di 2000 metri per motivi tecnici all'epoca non superabili, dopo aver incontrato tracce di olio e gas nei primi 500 metri costituiti dalle formazioni flysciodi affioranti nell'area e tracce di bitume in alcune delle carote recuperate ad intervalli regolari durante tutta la perforazione del pozzo.
Nel 1960 nella fossa Bradanica, lungo la valle del Basento (Basilicata), AGIP iniziò la produzione del campo ad olio pesante di Pisticci (11 gradi API). Nel 1962, nel Subappennino dauno (Puglia) venne scoperto dalla SNIA il grosso giacimento di Candela-Palino, mineralizzato a gas e petrolio condensato, costituito da numerosi livelli sabbiosi del Pliocene medio–superiore. Il pozzo di scoperta venne perforato fino alla profondità di 2.720 metri. Il campo di Candela fu sviluppato con 51 pozzi e quello di Palino con 35 pozzi. Altri campi sorsero più a nord, lungo il torrente Vulgano.
Questi ritrovamenti determinarono la costruzione dello stabilimento petrolchimico Anic vicino a Pisticci.
Fino alla metà degli anni '60, in Abruzzo, proseguì l'attività mineraria delle miniere di Roccamorice e Lettomanoppello, volta a sfruttare industrialmente gli affioramenti di bitume, sia per ottenere petrolio, mattonelle di bitume per asfaltatura stradale, sia al suo utilizzo come combustibile per la locale industria cementiera. La cessazione di quest'attività provocò la migrazione di molte famiglie di minatori in America e Canada, dove continuarono a lavorare come minatori. Di essa sono rimasti ruderi di archeologia industriale .
Nell'aprile 1961 venne confermata dall'AGIP la scoperta del giacimento di metano di Cupello in Abruzzo, avvenuta mesi prima, per il quale era stimata una produzione potenziale di due milioni e mezzo di metri cubi di gas al giorno . L'annuncio del progetto governativo che il gas estratto sarebbe stato inviato, tramite gasdotti, ad alimentare l'area industriale laziale e le Acciaierie di Terni innescò una serie di proteste che si protrassero fino a novembre, con occupazione da parte dei manifestanti del pozzo Cupello 2, blocchi stradali tramite barricate costruite con legname, paracarri divelti, sassi e conseguente invio di forze dell'ordine: 500 uomini tra carabinieri e agenti di P.S. La protesta rientrò soltanto dopo l'impegno governativo, da parte del ministro delle Partecipazioni Statali Giorgio Bo della decisione di avviare l'industrializzazione dell'area creando ad hoc una nuova industria statale. che si concretizzò nel maggio 1962 con la costituzione della Societá Italiana Vetro (SIV) SpA .
Nell'ottobre 1958 l'attività di prospezione mineraria da parte dell'AGIP fu funestata dalla morte per assideramento dei geologici Dario Bellincione e Alberto Sancinetti e del perito minerario Carlo Jannozzi sul Monte Camicia nel massiccio del Gran Sasso, avvenuta nel corso di una campagna di rilevamento geologico .

### La ricerca e produzione a seguito della crisi energetica
La crisi energetica del 1973, seguita pochi anni dopo da quella del 1979, dovuta alla rivoluzione iraniana, con i conseguenti innalzamenti del costo del greggio e la consapevolezza delle dipendenza energetica da pochi paesi produttori, favorì anche in Italia la ripresa dell'esplorazione petrolifera, che iniziò a ricercare i giacimenti anche in prospetti minerari profondi.

Testa del pozzo Malossa 1 completata per la produzione, immagine dell'epoca

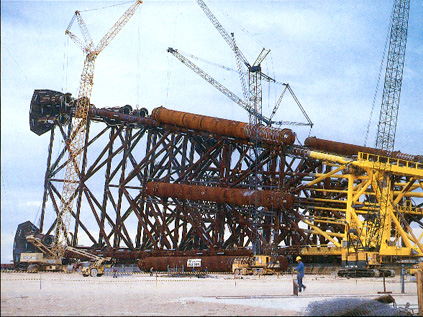
La piattaforma Vega A durante la sua costruzione nel cantiere di punta Cugno (Augusta)

La ricerca profonda in pianura padana, con la tecnologia migliorata della prospezione sismica a riflessione, mirata a temi ad olio, permise all'AGIP di scoprire nel 1973 il giacimento petrolifero di Malossa a Casirate d'Adda, con il reservoir alla profondità di 5500 - 6000 metri in carbonati mesozoici del dominio Sudalpino, tra i giacimenti più profondi dell'Europa continentale e in condizioni definite di HP-HT, con una stima iniziale di riserve estraibili pari a: 50 miliardi di mc di gas e 40 milioni di tonnellate di petrolio .
La ricerca nell'offshore siciliano tra gli anni '70 e '80, permise all'AGIP i ritrovamenti dei giacimenti petroliferi di Nilde, nell'offshore trapanese e di Prezioso e Perla. Quest'ultimo verrà messo in produzione nel 1976 con la prima piattaforma operante in "remote control" per l'Italia. Nell'offshore ragusano la Montedison scoprì i giacimenti di Mila e di Vega (1981) ad una profondità di circa 2700 m., ed a terra trovò il giacimento ad olio di Irminio. Il campo di Vega verrà messo in produzione nella seconda metà degli anni '80 con la piattaforma Vega A costruita nei cantieri del Consorzio Ital Offshore di Punta Cugno Augusta, installata nel febbraio 1987, che costituisce il maggior impianto offshore italiano. Nel 1975 la francese ELF scoprì il giacimento petrolifero di Rospo nel medio Adriatico, ad una profondità di circa 1300 m. Quest'ultimo sarà il primo giacimento al mondo sviluppato, a partire dal 1982, tramite la perforazione di pozzi orizzontali entro il reservoir.
Nel 1975, il pozzo Cavalletto 1, perforato da ELF fino a 3230 metri nell'area del Montello, in provincia di Treviso, trovò gas in livelli sabbiosi miocenici alla profondità di circa 1500- 1550 metri. Il ritrovamento, confermato dal successivo pozzo Cavalletto 4, non sarà sviluppato fino alla seconda metà degli anni '80, quando l'attività esplorativa nella zona verrà ripresa dalla Montedison con la perforazione dei pozzi di Conegliano e l'attribuzione della concessione Collalto per lo sfruttamento del gas.
I miglioramenti delle tecniche esplorative, delle conoscenze geologiche della Basilicata, con il riconoscimento dell'esistenza di grossi sovrascorrimenti tettonici, al di sotto dei quali si devono individuare i giacimenti di petrolio, i progressi delle pratiche di perforazione, permisero anche i primi ritrovamenti di giacimenti petroliferi economicamente sfruttabili in Val d'Agri, con perforazioni che superano la profondità di 4000 metri. Nel 1981 verrà perforato, seguendo il nuovo tema di ricerca, il pozzo Costa Molina 1; nel periodo compreso fra il 1988 ed il 1992, verranno scoperti i giacimenti di Monte Alpi, Monte Enoc, Cerro Falcone e Tempa Rossa, che costituiscono i maggiori giacimenti di petrolio in terraferma dell'Europa continentale.
Nel 1984 fu scoperto da AGIP il giacimento petrolifero ad olio leggero di Villafortuna, sempre nella pianura padana vicino a Trecate, con la perforazione del pozzo Villafortuna 1 e due anni dopo il pozzo Trecate 1 confermerà la scoperta e l'estensione del giacimento valutato come il più grande giacimento dell'Europa continentale del tempo, situato a profondità comprese fra 6100 e 6200 metri, facendone uno dei giacimenti di petrolio più profondi al mondo. Il campo aveva una produzione nel 2000 di 61.000 barili al giorno.
Nell'ambito delle esplorazioni profonde nella catena appenninica, nel 1986 venne eseguito dalla SELM quello che fu il pozzo più lungo e profondo perforato in Italia: il "Suviana 1", ubicato poco a sud del passo della Futa, nell'Appennino settentrionale. Terminato senza ritrovamenti di idrocarburi, alla profondità finale di m.7810.
Nel 1991, con la legge n.9 "Norme per l'attuazione del piano energetico nazionale", verrà stabilito che le attività di prospezione, ricerca e coltivazione di idrocarburi debbano essere soggette alla valutazione di impatto ambientale ed all'obbligo di ripristino territoriale.
All'inizio degli anni '90 venne scoperto da AGIP nel Canale d'Otranto, con la perforazione di un pozzo esplorativo (1993), il campo petrolifero di Aquila, primo giacimento italiano sviluppato in acque profonde (maggiori di 800 metri), che detiene il primato del giacimento europeo in acque più profonde.
Tra gli anni novanta e gli anni 2000 vennero scoperti giacimenti di gas nelle località siciliane in provincia di Enna di Masseria Vecchia, con un pozzo esplorativo arrivato alla profondità di 2.906 metri e Pizzo Tamburino con pozzo esplorativo arrivato alla profondità di 2.065 metri. Tra il 2000 ed il 2001 venne scoperto da ENI, nelle Marche, il giacimento petrolifero di Miglianico, con il pozzo esplorativo perforato fino a 4.966 m.
Nel 1992, L'AGIP intraprese il progetto Adria, ossia il rilievo in sismica 3D delle acque italiane dell'Adriatico settentrionale, area il cui sviluppo minerario sarà bloccato nel 1995.
Nel marzo 1993 a Ravenna venne inaugurata la prima mostra e conferenza dedicata alla ricerca e produzione di idrocarburi nel Mediterraneo: l'Offshore Mediterranea Conference (OMC), la maggiore rassegna specializzata del settore, che si svolge ogni due anni (anni dispari), in cui l'attività di ricerca e produzione italiana ricopre sempre un ruolo rilevante nell'esposizione.

### Liberalizzazione della attività nella Pianura Padana

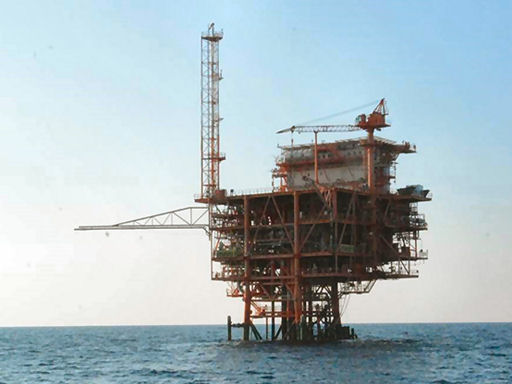
La piattaforma "Annamaria B" per la produzione di metano in Adriatico

Per ottemperare alla direttiva europea 94/22/CE contro il diritto di esclusiva, con il Decreto Legge n. 625 del 1996 viene abolita l'area ENI istituita 41 anni prima e conseguentemente l'attività di ricerca e produzione di idrocarburi in pianura padana viene liberalizzata. Inizia una nuova fase di ricerca nell'area, perseguita principalmente da piccole società minerarie che puntano ad esplorare strutture non perforate in precedenza dall'ENI oppure ritrovamenti di idrocarburi, avvenuti nei decenni precedenti, principalmente di gas e giudicati non economicamente sfruttabili dall'ente di stato al tempo dei loro ritrovamento, oppure parzialmente sfruttati e rivalutabili economicamente con le nuove prospettive del mercato dell'energia in Italia.
Nel 2013 il pozzo Nervesa 1, perforato dalla Sound Oil nella pianura Veneta, rifacendosi ad un ritrovamento ENI del 1985, sfruttato solo in un livello negli anni 1989-1991, conferma l'esistenza di un giacimento di gas in livelli multipli di arenarie del Tortoniano a profondità comprese fra 1800 e 2000 metri.

### Nuove scoperte
Secondo Overseas Development Institute, le esplorazioni fossili in Italia godono di 246 M€ di finanziamenti pubblici e vari incentivi diretti. ..
Nel 2002 nelle acque del canale di Sicilia venne scoperto da ENI il giacimento di gas di Panda, nel 2006 quello di Argo e nel 2008 di Cassiopea. Le riserve di Argo Cassiopea sono stimate in circa 10 miliardi di metri cubi di gas e la produzione annuale di picco sarà di 1,5 miliardi di metri cubi di gas, è iniziato lo sfruttamento il 9 agosto 2024.
Nelle acque tunisine, ma in un prospetto confinante con le acque territoriali italiane circondanti l'isola di Pantelleria, il pozzo Lambouga 1, perforato nel 2010 in corrispondenza di una struttura posta a cavallo fra l'area tunisina e quella italiana, sembra aver confermato la presenza di un giacimento di gas entro i calcari della formazione Abiod, che costituiscono il reservoir di numerosi giacimenti offshore nelle acque tunisine.

## Royalty e fiscalità
Comparando il prelievo fiscale totale sulle attività di ricerca e produzione degli idrocarburi fra i paesi OCSE il livello di tassazione italiana è del 63,9%, mentre nei paesi europei con maggiore produzione, alta redditività dei giacimenti, come Regno Unito e Norvegia i prelievi fiscali sono rispettivamente, tra il 68 e l'82% e il 78%. Alcuni paesi europei come la Norvegia, sostengono la ricerca permettendo sia di mettere a bilancio come costo di esercizio gli investimenti in ricerca e sia un incremento in bilancio dei costi di investimento di sviluppo del 30% su quattro anni, costi da utilizzare per il calcolo della base imponibile della tassa specifica sugli idrocarburi.
La percentuale versata alle casse pubbliche è del 7 % o 10 %, ridotta però da varie deduzioni e franchigie, per un totale di 352 M€ versati nel 2015.
Nei paesi considerati confrontabili all'Italia da Nomisma, le royalty sono generalmente intorno al 50 % (Australia, Danimarca, Norvegia, UK), il prelievo fiscale totale raggiunge l'80 % e i canoni sono centinaia di volte superiori. Ciò è vero anche in paesi, come la Danimarca, che hanno una bassa redditività degli investimenti bassa al pari dell'Italia.
Con il Decreto Legge n. 625 del 1996 inoltre venne stabilito che, una parte delle royalty pagate allo stato e provenienti dalla produzione nazionale, andasse direttamente ai comuni interessati dalla attività di ricerca e produzione.
Successivamente con l'articolo 45 della legge 23 luglio 2009, n. 99 venne disposta un'aliquota aggiuntiva di prodotto del 3% sulla produzione di idrocarburi da destinare ai residenti delle Regioni interessate, tramite la costituzione di un "Fondo preordinato alla riduzione del prezzo alla pompa dei carburanti per i residenti nelle regioni interessate dalla estrazione di idrocarburi liquidi e gassosi nonché dalle attività di rigassificazione anche attraverso impianti fissi offshore"; per gli abitanti della Basilicata tale aliquota si è tradotta in un "bonus carburante" annuale.

## Ricerca in giacimenti non convenzionali
L'aumento del prezzo dei combustibili fossili tradizionali, sostenuti dall'elevata domanda, ha spinto ad esplorare nuovi tipi di giacimenti di idrocarburi, come quelli di tipo Coal Bed Methane (CBM). In Sardegna, la Carbosulcis, nel bacino minerario carbonifero del Sulcis, ha stimato che dal giacimento carbonifero sardo potrebbero essere prodotti circa 11 miliardi di m³ di gas metano, aumentabili a 20 miliardi con la tecnica ECBM, ossia combinando l'estrazione con il contemporaneo stoccaggio di anidride carbonica nel sottosuolo. Il progetto si trova da anni in corso di valutazione. Un altro potenziale sito di sfruttamento è il bacino di Ribolla nel quale la società che detiene il permesso esplorativo stima vi siano 27.4 miliardi di m³ di metano di cui 5.7 miliardi di m³ di gas metano recuperabili per il 31% con la tecnica CBM e per il 69% di shale gas. Invece, secondo il World Energy Council (WEC), ma anche secondo la USGS (US geological survey), nel bacino tripolitico di Caltanissetta (tripolitic oil shale basin), in Sicilia, sarebbero presenti ben 63 miliardi di barili di petrolio ricavabili da scisti bituminosi che non vanno confusi ne con lo shale gas ne con le sabbie bituminose assenti nell'area.
Due crociere oceanografiche, eseguite con la nave oceanografica Ogs-Explora nel 2005 e con la nave tedesca "Meteor" nel 2014, hanno rivelato la presenza di pennacchi di bolle di gas metano originatisi da due vulcani di fango presenti sul fondo del mar Ionio a circa 1500 metri di profondità, che dovrebbero indicare la presenza di idrati di metano sul fondale marino della zona.

## Produzione

Riserve provate e produzione annua di petrolio dei principali paesi europei produttori

Produzione giornaliera rispetto riserve petrolifere dei paesi europei, la dimensione delle bolle è proporzionale al consumo di petrolio

Durante il 1999 erano stati perforati 17 nuovi pozzi e nel 1998 39.
Nel 2000 la produzione italiana di petrolio era di circa 130.000 barili al giorno, circa lo 0,1% del petrolio prodotto nel mondo.
Nel 2006 sono stati perforati 49 pozzi, di cui 34 per raggiungere giacimenti già scoperti e 15 per cercare nuove riserve. Nel 2007 37, di cui 10 in località non ancora sfruttate e nel 2008 altri 40.
Nel 2009 la produzione italiana di petrolio è ammontata a 42.6 milioni di barili, pari a circa 116.712 barili al giorno, derivante da Basilicata (74%), campi offshore (con un peso del 13%), Sicilia (9%) e Piemonte (2%).
Nel 2021 in Italia si sono registrati consumi di petrolio per circa 55,3 Milioni di tonnellate , equivalenti a circa 1 Milione di barili al giorno (1 barile di petrolio = 140 kg), pertanto la produzione italiana di petrolio copre circa il 10% dei consumi interni.

### Riserve di idrocarburi e produzione rispetto all'Europa
Nel 2012 l'Italia ha avuto una produzione giornaliera media di petrolio di 105.000 barili al giorno, collocandosi al quarto posto in Europa, fra le nazioni produttrici, dietro Norvegia (1.913.000 bbl/g), Regno Unito (950.000 bbl/g), Danimarca (201.000 bbl/g) e davanti alla Romania (89.000 bbl/g); la stima di 599 milioni di barili di riserve provate di petrolio la colloca sempre al quarto posto nella graduatoria europea assieme alla Romania, dietro Norvegia (5366 milioni di barili), Regno Unito (3122 milioni di barili), Danimarca (805 milioni di barili) e davanti alla Ucraina (395 milioni di barili).
Il rapporto fra produzione giornaliera e riserve petrolifere mostra che la produzione italiana è al di sotto del trend che caratterizza le tre nazioni europee (Regno Unito, Germania e Francia) che precedono l'Italia come maggiori consumatori europei di petrolio.
Al 2016, gli unici Paesi europei ad avere un'estrazione annua di greggio superiore a 1 milione di tonnellate, erano i seguenti: Regno Unito, Danimarca, Germania, Romania e Italia.

Da notare che l'Italia risulta all'undicesimo posto fra i paesi importatori di petrolio nel mondo con 1.646.000 di barili/giorno di petrolio importati, pari al 2,4% del volume totale di petrolio importato dalle nazioni nel mondo, dietro Stati Uniti (16,3%), Cina (9,4%), Giappone (7,3%), India (6,1%), Corea del Sud (5,1%), Paesi Bassi (4,5%), Singapore (3,6%), Germania (3,6%), Francia (3,0%) e Regno Unito (2,6%), ed è seguita dalla Spagna (2,3%).